# 中古法語
中古法語（法語：moyen français）是法語其中一個歷史分期，主要由1340年至1611年，主要特點有：
- 法語和其他奧依語有明顯分別，奧依語通常被納入古法語的範疇。
- 法語被定為法國官方語言。
- 詞彙和語法的發展促成近代法語（十七至十八世紀）的形成。

## 特點
中古法語其中一個最大的特點是變格的消失（歷時多個世紀）。名詞再沒有主格和間接格的分別，眾數簡單以s表示，這種改變使句子中的詞序變得重要，亦形成現今法語的形式。
由於拉丁語和古希臘語在文字上的優勢，影響了古法語的詞彙，一些新詞彙根據拉丁語的詞根而形成，部份學者為了使法語詞和拉丁語詞根吻合，修改了這些法語詞的拼法，但這樣就使法語詞的拼法和實際讀音有差別。
由於和意大利人的接觸，意大利的人文主義傳到法國，使法語增加了大量軍事詞彙(例如：alarme, cavalier, espion, infanterie, camp, canon, soldat)和藝術詞彙(例如一些建築詞彙： arcade, architrave, balcon, corridor; sonnet)，這個趨勢一直延續至近代法語。

## 文學
中古法語可以在維永、卡里曼.馬羅、弗朗索瓦·拉伯雷、米歇爾·德·蒙泰涅、比埃爾·德龍沙的作品和七星詩社的詩歌中找到。